# Dapingien
| Systeem                                     | Serie      | Etage       | Ouderdom (Ma) |
| ------------------------------------------- | ---------- | ----------- | ------------- |
| Siluur                                      | Llandovery | Rhuddanien  | jonger        |
| Ordovicium                                  | Boven      | Hirnantien  | 443,4–445,2   |
| Ordovicium                                  | Boven      | Katien      | 445,2–453,0   |
| Ordovicium                                  | Boven      | Sandbien    | 453,0–458,4   |
| Ordovicium                                  | Middel     | Darriwilien | 458,4–467,3   |
| Ordovicium                                  | Middel     | Dapingien   | 467,3–470,0   |
| Ordovicium                                  | Onder      | Floien      | 470,0–477,7   |
| Ordovicium                                  | Onder      | Tremadocien | 477,7–485,4   |
| Cambrium                                    | Furongien  | 10e etage   | ouder         |
| Indeling van het Ordovicium volgens de ICS. |            |             |               |

Het Dapingien is in de internationale geologische tijdschaal een etage en tijdsnede in het Ordovicium. Het is de onderste van de twee etages van het Midden-Ordovicium. Het Dapingien duurde van 470,0 ± 1,4 tot 467,3 ± 1,1 Ma. Het werd voorafgegaan door het Floien en opgevolgd door het Darriwilien.

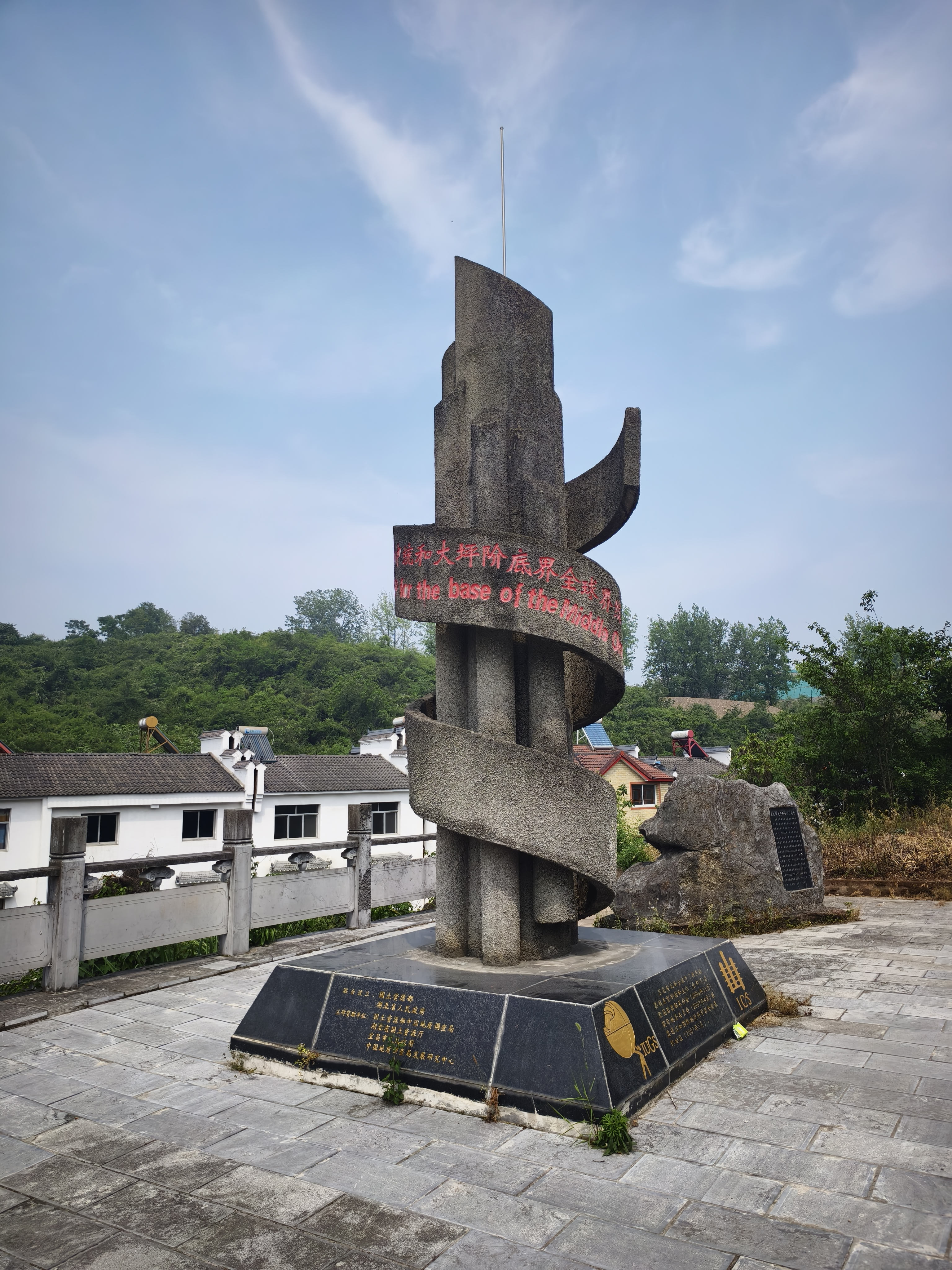
Monument bij de GSSP van het Dapingien in Huanghuachang, ten noorden van Yichang, Hubei, China.

## Naam en definitie
Het Dapingien is genoemd naar Daping, een dorp 22 kilometer ten noordoosten van Yichang in de Chinese provincie Hubei. De golden spike bevindt zich in de Dawan-formatie en in een ontsluiting bij Huanghuachang, tussen Yichang en Daping. De tijdsnede werd in 2007 ingevoerd, als laatste onbenoemde tijdsnede in het Ordovicium.
De basis van het Dapingien ligt bij het eerste (onderste) optreden van de conodont Baltoniodus triangularis. Een andere conodont, Periodon sp., komt ook voor het eerst voor bij de basis van de etage. Ook chitinozoën zijn geschikt als gidsfossiel: de basis van de biozone van Belonechitina cf. henryi ligt nabij de basis van het Dapingien.
De top van de etage is de basis van het Darriwillien. Deze ligt bij het eerste voorkomen van de graptoliet Undulograptus austrodentatus.